# بعثة الاتحاد الأوروبي لبناء القدرات في النيجر

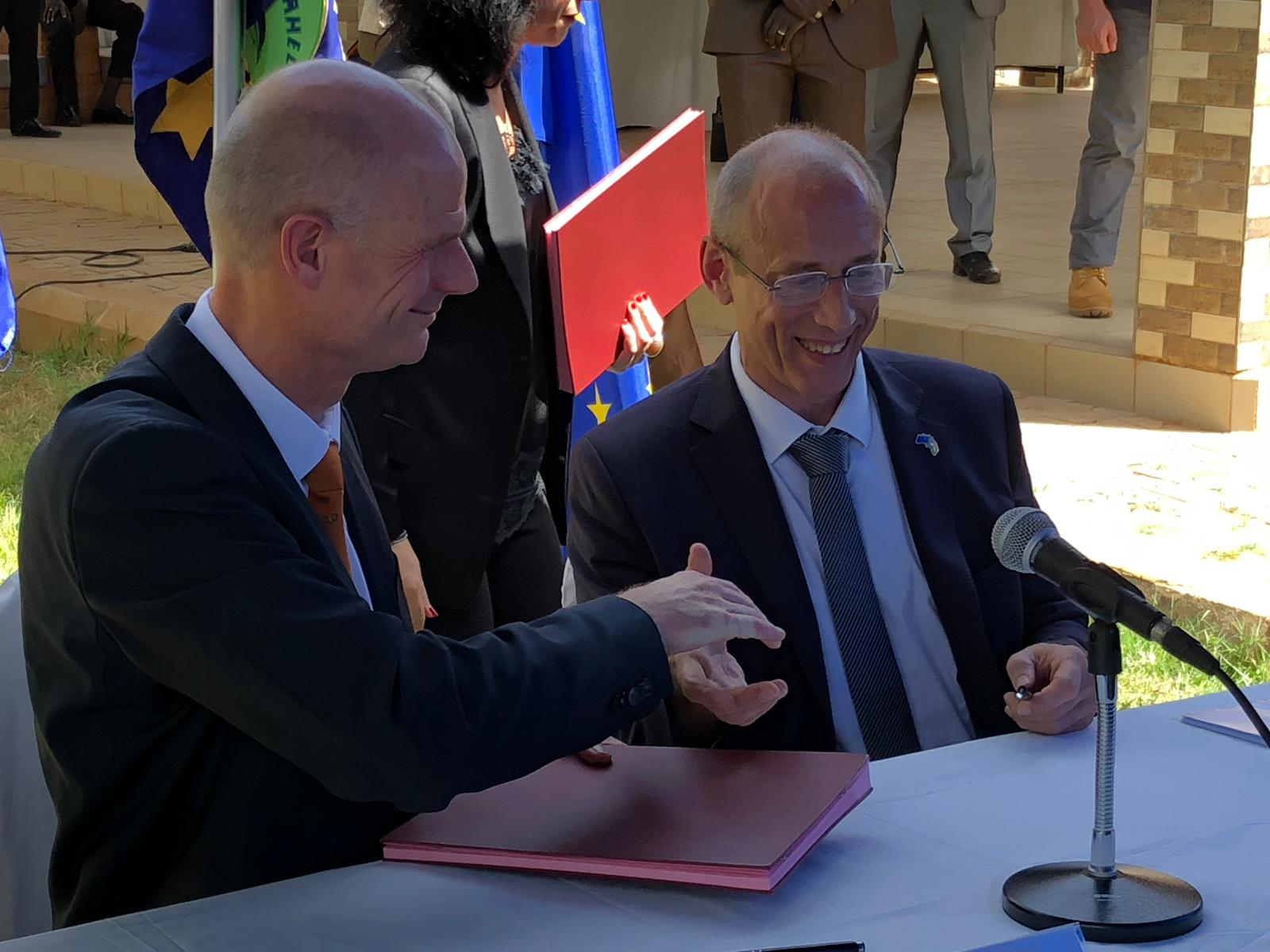
زيارة الوزير الهولندي (بلوك) لكل من النيجر ونجيريا وتونس

بعثة الاتحاد الأوروبي لبناء القدرات في النيجر هي مهمة بناء القدرات مدنية في النيجر، أطلقها الاتحاد الأوروبي في عام 2012 بموجب سياسة الأمن والدفاع المشتركة. منذ عام 2018، رئيس البعثة هو فرانك فان دير مورين، ضابط شرطة بلجيكي.

## الولاية
تم تمديد ولاية البعثة آخر مرة من قبل الاتحاد الأوروبي حتى سبتمبر 2020. تتكون البعثة حاليًا من حوالي 120 خبيرًا أوروبيًا.
منذ إنشائها في عام 2012، تم تكليف البعثة بتدريب وإسداء المشورة لقوات الأمن الداخلي النيجيرية، ولا سيما الشرطة الوطنية والدرك والحرس الوطني، مع التركيز على مكافحة الإرهاب والجريمة المنظمة. وبشكل أكثر تحديدًا، يشمل دعم قوى الأمن الداخلي للدولة ما يلي:
- دعم قوات الأمن في تحسين قابليتها للتشغيل البيني ووضع استراتيجيات عمل مشتركة.
- دعم القوات الأمنية في تحسين كفاءاتها الفنية، بما في ذلك سياساتها المتعلقة بالموارد البشرية والتدريب والإدارة اللوجستية.
- دعم قوات الأمن في تحسين سيطرتها على تدفقات الهجرة والهجرة غير النظامية ومكافحة الأنشطة الإجرامية المرتبطة بها.
- دعم الدولة بتنسيق الجهود الإقليمية والدولية لمكافحة الإرهاب والجريمة المنظمة.[1]

## التاريخ
استجابة لطلب من حكومة النيجر، تم إنشاء البعثة من قبل مجلس الاتحاد الأوروبي في يوليو 2012 ، لمدة عامين في البداية. كان الدافع وراء الطلب هو تزايد المخاوف بشأن الإرهاب والجريمة المنظمة في المنطقة. تم تعيين العقيد فرانسيسكو إسبينوزا نافاس لقيادة البعثة للعام الأول.
تم إنشاء المقر الرئيسي للبعثة في نيامي بمكتبي اتصال في باماكو، مالي ونواكشوط، موريتانيا. في حين تم إغلاق مكاتب الاتصال في البلدان المجاورة في وقت لاحق، تم افتتاح مكتب ميداني في مدينة أغاديس شمال البلاد في عام 2016.